# Yūki Hideyasu
Yūki Hideyasu (結城 秀康?; 1º marzo 1574 – 2 giugno 1607) è stato un daimyō giapponese che visse dalla fine periodo Sengoku all'inizio del periodo Edo. Fu il primo signore del Dominio di Fukui nella provincia di Echizen.

## Primi anni
Hideyasu nacque come Tokugawa Ogimaru nel 1574, secondo figlio di Tokugawa Ieyasu e dalla sua concubina Lady Oman (nota anche come Lady Kogō).
Il giovane Ogimaru era, per qualche motivo, malvisto dal padre Ieyasu. Non incontrò il padre Ieyasu prima dell'età di tre anni, e anche questo freddo incontro non fu organizzato dal padre, ma dal fratellastro di Ogimaru, Matsudaira Nobuyasu. Dopo il suicidio di Nobuyasu per ordine del padre, Ogimaru sarebbe stato il prossimo a ereditare la guida del clan Tokugawa; tuttavia, come parte dei negoziati di pace dopo la battaglia di Komaki-Nagakute, fu dato in adozione (in realtà come ostaggio) a Hashiba Hideyoshi. Al compimento della maggiore età, vivendo con Hideyoshi, Ogimaru prese il nome di  'Hashiba Hideyasu' , unendo i nomi di suo padre adottivo e padre biologico.

## Età adulta
Hideyasu partecipò alla sua prima campagna durante la sottomissione di Kyūshū nel 1587, guidando l'assalto al castello Buzen-Iwaishi. Ricevette riconoscimenti per la sua distinzione nella pacificazione della provincia di Hyūga. Hideyasu partecipò anche all'Assedio di Odawara (1590) ed alla Campagna di Corea (1592). I suoi successi in queste campagne gli fecero guadagnare rispetto come abile comandante di campo, nonostante la giovane età.
Nel 1589 nacque un figlio di Toyotomi Hideyoshi, così Hideyasu fu dato in adozione l'anno seguente a Yūki Harutomo della provincia di Shimōsa. Sposando la nipote di Harutomo, Hideyasu divenne capo del clan Yūki con una rendita terriera di 111000 koku.

## Ultimi anni
Dopo la battaglia di Sekigahara venne trasferito dal feudo della famiglia Yūki a Shimōsa (valutato 101.000 koku) in un dominio maggiore a Echizen (670.000 koku). Nel 1604 prese il nome di Matsudaira. Gli succedette nel 1607 suo figlio maggiore Tadanao (1595-1650). Si racconta che un figlio più giovane, Tadamasa, prese non meno di 57 teste nell'assedio di Osaka (1614-15).